# Alessandro Baratta (pittore)
Alessandro Baratta (Parma, 16 aprile 1639 – Parma, 1º settembre 1714) è stato un pittore italiano, tra i maggiori protagonisti della scena artistica parmense negli ultimi decenni del XVII secolo.

## Biografia
Nacque nei pressi della chiesa di San Lorenzo, una delle più antiche di Parma. Studiò pittura con Francesco Maria Reti e all'età di 28 anni entrò nella Compagnia di San Giuseppe, una confraternita particolarmente devota a San Giuseppe che fu fondata in quegli anni presso la chiesa di Santa Croce.
La sua prima opera documentata è del 1668, quando realizzò per conto del Collegio dei Nobili le scene e gli apparati per il battesimo di Odoardo II Farnese, primo figlio maschio del duca Ranuccio Farnese. Qualche anno dopo si impose all'attenzione con la decorazione trompe-l'œil della chiesa di Santa Cristina, che il fiorentino Filippo Maria Galletti stava affrescando con episodi della vita di San Gaetano da Thiene, fondatore dei Teatini che gestivano la chiesa. La mancanza di fondi aveva impedito la costruzione della cupola e dell'abside; il Baratta dipinse una grande tela che simulava, in un'ampia prospettiva, le crociere, la cupola e il coro, creando un effetto scenico che fu molto apprezzato; le ombreggiature erano disposte in modo che chi entrava nella chiesa poteva essere indotto a pensare che fossero vere.
Nel 1672 diventò primo reggente della Compagnia di San Giuseppe. Sposatosi con Maria Lucia, andò ad abitare nella parrocchia di San Paolo. Nel 1676 fu incaricato di restaurare i dipinti della chiesa di Santa Croce e di riaffrescarne la volta. Lavorò anche nel Duomo, dove dipinse affreschi sul soffitto e sulle lunette della Cappella dei Vivi e dei Morti.
Nel 1689, quando l'architetto bolognese Stefano Lolli progettò il teatrino di corte a fianco del teatro Farnese, il Baratta ne fece il disegno, indicandone le decorazioni e i dipinti. Tra il 1695 e il 1697 dipinse la cupola della chiesa di Santa Lucia.
Gli ultimi suoi lavori documentati sono la decorazione della cappella costruita in Santa Maria del Quartiere dietro l'altare maggiore (1694) e di quattro volti nella chiesa della certosa di San Girolamo (1699).
Lavorò anche a Napoli, dove realizzò un'incisione al bulino rappresentante il versante meridionale della collina dei Camaldoli.